# Telge United FF
Telge United FF, är en fotbollsförening från Södertälje i Södermanland som bildades av genom sammanslagning av damsektionerna i Nykvarns SK och FF Södertälje 2009.  Laget har spelat fem säsonger i division I, senast 2021. Föreningen använder själva kortnamnet Tuff som smeknamn.

## Se vidare
- FF Södertälje (föregångare)
- Nykvarns SK (föregångare)